# Ашемгалиев, Арыстангали Куанаевич
Арыстангали Куанаевич Ашемгалиев (16 ноября 1954 года) — казахстанский политический деятель.

## Биография
Арыстангали Куанаевич Ашемгалиев родился 16 ноября 1954 года.
Ноябрь 1998 - июнь 1999. Аким города Атырау.
Управляющий директор по строительству, первый заместитель генерального директора ТОО "КазМунайГаз-Сервис".
Заместитель Председателя Правления АО "Казахстанская Жилищно-Строительная Корпорация".
Управляющий директор АО «Фонд недвижимости «Самрук-Қазына».